# Stazioni di Isoetes malinverniana
Stazioni di Isoetes malinverniana este o arie protejată (sit de importanță comunitară — SCI) din Italia întinsă pe o suprafață de 2.043 ha, integral pe uscat.

## Localizare
Centrul sitului Stazioni di Isoetes malinverniana este situat la coordonatele 45°31′08″N 8°23′10″E / 45.519°N 8.386°E.

## Înființare
Situl Stazioni di Isoetes malinverniana a fost declarat sit de importanță comunitară în mai 2017 pentru a proteja 3 specii de plante.

## Biodiversitate
Situată în ecoregiunea continentală, aria protejată conține 3 habitate naturale: Pajiști uscate europene, Ape stătătoare oligotrofe până la mezotrofe, cu vegetație de Littorelletea uniflorae și/sau de Isoëto-Nanojuncetea, Cursuri de apă de la nivel de câmpie la nivel montan, cu vegetație Ranunculion fluitantis și Callitricho-Batrachion.
La baza desemnării sitului se află mai multe specii protejate de  plante (3): Eleocharis carniolica, isoëtes malinverniana (Isoetes malinverniana), Marsilea quadrifolia
Pe lângă speciile protejate, pe teritoriul sitului au mai fost identificate 6 specii de plante, 1 specie de reptile.